# Franz Häfele
Franz Josef Häfele (* 23. Februar 1889 in Hohenems, Vorarlberg; † 19. April 1947 ebenda) war ein Vorarlberger Historiker und Heimatforscher.

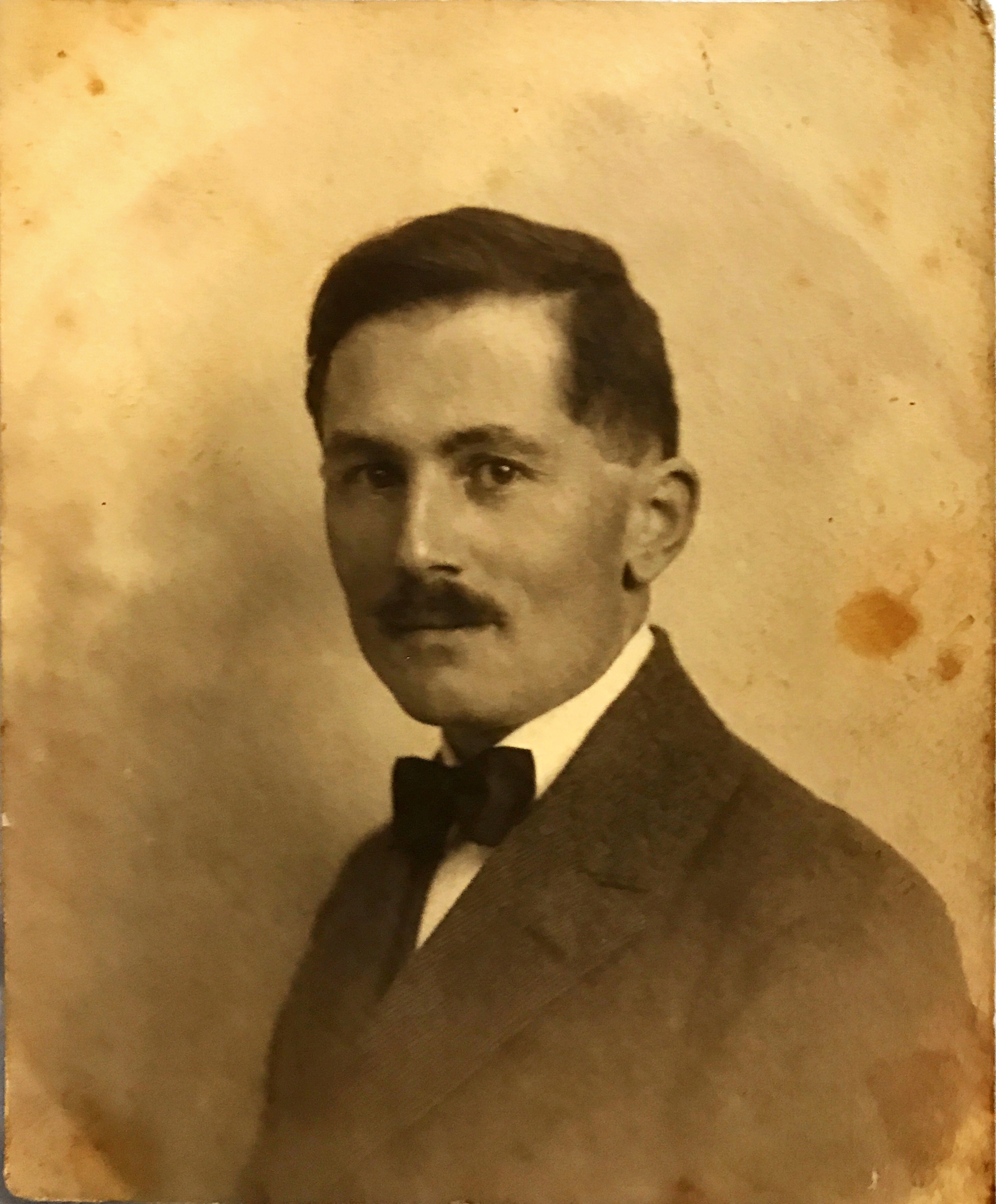
Franz Häfele, circa 1920

## Leben
Franz Josef Häfele wurde in Hohenems geboren und besuchte von 1905 bis 1913 das Staatsgymnasium in Feldkirch. Von 1913 bis 1917 studierte er Geschichte, Geographie und Deutsche Philologie an der Universität Innsbruck, wobei das Studium 1915 kriegsbedingt durch die Einberufung zur Festungsartillerie nach Trient unterbrochen wurde. 1917 promovierte Häfele über das Thema „Beiträge zur Geschichte des Grafen Jakob Hannibal von Hohenems“.
Nach seinem Abschluss erhielt er eine Stelle als Supplent (Hilfslehrer) am Staatsrealgymnasium in Dux (heute Duchcov), die er zum 1. April 1919 wieder aufgab. 1920 wurde er als Statistiker bei der Kammer für Arbeiter und Angestellte in Vorarlberg angestellt. Zwischen 1922 und 1929 war er freiberuflich tätig. Zwischen 1929 und 1938 war er zeitweise Leiter der Volksbüchereien in den Städten Feldkirch, Dornbirn und Bregenz. Er beantragte am 30. Juni 1938 die Aufnahme in die NSDAP und wurde zum 1. Januar 1940 aufgenommen (Mitgliedsnummer 7.879.616). 1945 wurde seine Sammlung an noch unveröffentlichten Sagen zusammen mit seiner Wohnung durch den Krieg vernichtet.

## Würdigung
- In Hohenems ist die Dr.-Häfele-Straße nach ihm benannt.
- In Dornbirn ist die Dr.-Franz-Häfele-Straße nach ihm benannt.

## Werke
- Aufsätze und Bilder aus der Geschichte Vorarlbergs und seiner Umgebung. Im Selbstverlag des Verfassers. Dornbirn 1922.
- Zur Frage der Herkunft des Astronomen Georg Joachim de Porris, in: Schriften des Vereins für Geschichte des Bodensees und seiner Umgebung, 55. Jg. 1927, S. 122–137 (Digitalisat)
- Sammlung von Sagen vor allem im Emser Raum und Umgebung. Siehe dazu: Emser Sagen, Bearbeitet von Josef Giesinger, Lustenau 1980 (= Schriftenreihe des Kulturkreis Hohenems; 2).
- Beiträge zur Geschichte Vorarlbergs. Hrsg. v. Kulturkreis Hohenems. Hohenems 2004 (= Schriftenreihe des Kulturkreises Hohenems; 11). ISBN 3-902249-49-8